# 淄东铁路
淄东铁路，又称张东铁路，位于中国山东省北部，是胶济铁路的一条支线。线路南起山东省淄博市张店区淄博站，向北经张店区、桓台县、博兴县、垦利区和东营区，止于东营市东营区东营站，正线长89.456公里，联络线长9.798公里。

## 历史
淄东线原为张店（今淄博市张店区）至北镇（今滨州市滨城区北镇街道）的张北地方轻便铁路，始建于1960年。1966年，随着胜利油田的开发建设，对原张北地方铁路进行改造，并新建博兴至东营线路，1972年1月1日全线简易通车运营，1973年1月1日正式移交济南铁路局管辖，1976年2月转入正式运营。
2016年4月14日，由中铁十局承建的淄东铁路电气化扩能改造工程正式开工建设，至2018年7月17日全线送电。2018年9月30日18时00分，根据中国铁路济南局集团有限公司电报通知，淄东铁路扩能改造工程全线正式开通运营。